# Ulrich Spiess
Pour les articles homonymes, voir Spiess.
Ulrich Spiess, né le 15 août 1955 à Innsbruck, est un ancien skieur alpin autrichien originaire de Mayrhofen.

## Coupe du monde
- Meilleur résultat au classement général : 12e en 1978
  - 2 victoires : 2 descentes

### Saison par saison
- Coupe du monde 1977 :
  - Classement général : 37e
- Coupe du monde 1978 :
  - Classement général : 12e
    - 1 victoire en descente : Laax I
- Coupe du monde 1979 :
  - Classement général : 27e
- Coupe du monde 1980 :
  - Classement général : 36e
- Coupe du monde 1981 :
  - Classement général : 23e
    - 1 victoire en descente : Val-d'Isère
- Coupe du monde 1982 :
  - Classement général : 84e
- Coupe du monde 1983 :
  - Classement général : 65e

## Arlberg-Kandahar
- Meilleur résultat : 2e place dans la descente 1979 à Garmisch